# ریوخا، آلمریا
ریوخا دهستانی در استان آلمریای اسپانیا است.
در این دهستان ۱٬۲۱۳ نفر زندگی می‌کنند. مساحت این دهستان ۳۶ کیلومتر مربع است.